# Esteve Fábregas Barrio
Esteve Fábregas Barrio (Lloret de Mar, 1910 - Lloret de Mar, 16 de agosto de 1999) fue un escritor autodidacta e historiador local.
Autor de ensayos y reportajes de tema local y marinero y una biografía del pintor Togores. Impulsó la creación de un archivo histórico, la recuperación del pasado naviero, marinero y colonial de Lloret. Colaboró esporádicamente en las publicaciones El Matí (1931-34), La Vanguardia (1965-1984) y El Noticiero Universal (1963-65). En 1996 recibió la Cruz de San Jordi. Fue un colaborador habitual de Lloret Gaceta.

## Obras
- La hija de don Francesc (1933), presentado en los Juegos Florales de Barcelona, 1º premio de la Copa Artística;
- El hermano de Romano Singlon (1934), presentado en los Juegos Florales de Barcelona;
- La rondalla de "El Germà" (1936), presentado en los Juegos Florales de Barcelona, 1º premio de la Copa Artística;[4]
- Lloret de Mar (1959);
- - Dos siglos de marina catalana (1961);
- Veinte años de turismo en la Costa Brava (1970);
- - José de Togores (1970);
- Alba de prima (1977);
- La serpiente se muerde la cola (1978);
- Niebla iluminada (1980);
- El ballet clásico catalán (1984);
- Un cirio en la procesión (1985);
- Diccionario de voces populares y marineras (1985);
- Monólogos con Esteve Fàbregas i Barri (1989);
- La cultura tradicional y el hablar de Lloret (con Carmen Rebollo Tibau, 1989).